# 名古屋大学
名古屋大学（なごやだいがく、英語: Nagoya University）は、愛知県にある国立大学である。
名古屋市千種区に本部、名古屋市内および豊川市にキャンパスを置き、国立大学法人東海国立大学機構によって運営されている。略称は名大（めいだい）。
国内の旧帝国大学7校の1つであり、文部科学省が実施しているスーパーグローバル大学事業のトップ型指定校ならびに指定国立大学法人に指定されている。

## 概観

### 大学全体
名古屋大学は、1939年に創設された名古屋帝国大学を直接の母体とする国立大学である。前身の名古屋帝国大学は9番目（内地では7番目）に設立され、内地・外地を通じて「最後の帝国大学」であった。名古屋帝国大学創設当初は医学部と理工学部の2学部を設置し、1942年には理工学部を理学部と工学部に分離した。第二次世界大戦後の旧制学制残滓期間内に、法経学部と文学部の2学部を設置した。新制名古屋大学となった後も教育学部、農学部、情報文化学部等の学部や大学院研究科および附属研究教育施設を順次設置し続け、2018年時点、9学部・13研究科・3附置研究所を擁している。

#### 大学の略称
大学の略称は「名大」であり、「めいだい」と発音する。この「名大」という略称は商標登録（登録商標日本第4861457号ほか）もされている。明治大学の略称である明大（めいだい）と発音が同じである等の理由から、一部では「なだい」や「なごだい（ナゴ大、名古大）」と発音する人もいるが、商標登録第4861457号の参考情報として特許庁当局が付した称呼が「メーダイ」である点からも窺えるように、公式には「めいだい」が正しい読みとされている。なお、明治大学の方は、東海地方周辺において「明治」または「明治大」あるいは明治大学（正式名）と呼ばれ、区別される場合がある。

#### ノーベル賞
関係者に7名のノーベル賞受賞者がいる。そのうち、名古屋大学を主たる研究教育の場として授与された者が3名（野依良治、赤﨑勇、天野浩）、名古屋大学より学士号が授与された卒業生は3名（小林誠、益川敏英、天野浩）。名古屋大学より博士号が授与され、後年ノーベル賞を受賞した者は5名（下村脩、小林誠、益川敏英、赤﨑勇、天野浩）である。2021年、真鍋淑郎元名大特別招へい教授が、ノーベル物理学賞を受賞した。

#### ランキング
上海世界大学学術ランキング (ARWU) では、2019年は第90位、国内第3位である。
クアクアレリ・シモンズ社によるQS世界大学ランキング2020（2019年）では、第115位、国内6位である。
英誌『タイムズ・ハイアー・エデュケーション』によるTHE世界大学ランキング2022-2023では、世界ランク第301-350位、アジア同点47位、国内同点5位（東京工業大学と同順位）である。
JSコーポレーションが毎月公表している2025年1月31日集計の「大学人気ランキング」では国公立大学で全国5位である。

### 学術憲章
創立時に「建学の精神」などは明確に定められなかったものの、2000年に名古屋大学の基本理念の概要を示す『名古屋大学学術憲章』が定められた。この憲章において、自発性・創造性・先進性・国際性などの重視が示されており、「勇気ある知識人を育てる」ことが目標に掲げられている。なお、「勇気ある知識人」は国立大学法人名古屋大学によって商標登録（登録商標日本第4967427号）されている。

### 学風および特色
現在は、「自由・闊達・進取」を学風・特色としている。名古屋帝国大学が出来たばかりの頃は、初代総長が十七条憲法の一節で、自身の座右の銘であった「以和為貴」を大学全体の基本精神としていた。現在は『名古屋大学学術憲章』を定め、それを基に「3つの方針に基づく大学教育の質の向上」を公表している。

## 沿革
（沿革節の主要な出典は公式サイト）また、刊行物としては、名古屋大学史編集委員会編『名古屋大学五十年史』 通史1・2　（ISBN 481580270X）; 部局史1・2　（ISBN 4815801266）名古屋大学出版会、 1989年-1995年 および
名古屋大学編『名古屋大学の歴史　1871～2019』上（ISBN 9784815810634）・下（ISBN 9784815810641）　名古屋大学出版会、2022年を参照。
なお、後者は2023年度以降、全学教育科目「現代教養科目」中の講義科目「名古屋大学の歴史」の公式テキストと位置づけられている。

### 略歴

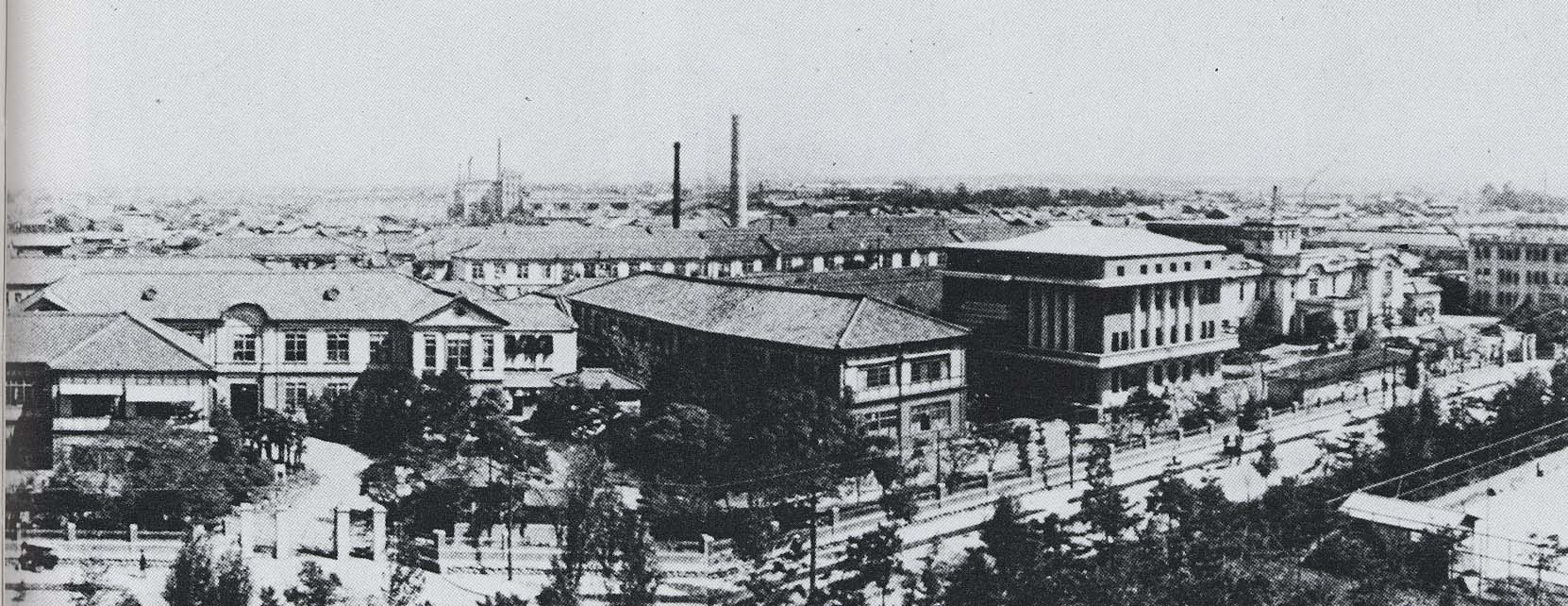
名古屋帝国大学

尾張藩種痘所取締であった伊藤圭介・石井隆庵ら3名が、版籍奉還後の名古屋藩庁に提出した建議書を基に廃藩置県直後の1871年8月9日、「仮病院・仮医学校」が開設された。以後仮病院・仮医学校は名古屋県の行政運営上の事情や財政難から廃止・復興の繰り返しの後、公立病院・医学講習所という形で存続。その後1903年の専門学校令に基づき愛知県立医学専門学校となり、1920年には大学令に基づき大学に昇格し、県立愛知医科大学と改称する。1931年には国へ移管され官立名古屋医科大学となった。この官立大学誕生を契機として、同医科大の前身学校時代から既に同学校内および愛知県政財界を中心に展開されていた帝大誘致・設立運動が結実、1939年に官立名古屋医科大学を吸収させる形で名古屋帝国大学が創設される。同時に官立名古屋医科大学は名古屋帝国大学医学部へ改組された。ただし名古屋帝国大学の創設資金900万円（当時）は、地元愛知県が国庫へ全額寄付するという形での設立となった。こうした創設経緯から、名古屋帝国大学は創設時には文科系学部は存在せず、理工学部と医学部のみの学部編成であった。
第二次世界大戦後、まず帝国大学令等の旧制度廃止直前の1948年に「（旧制）名古屋（帝国）大学」の下、法経・文の2学部が設置されたことで、文科系理科系の両系統学部群が揃うこととなった。その上で、教育制度改革に伴う高等教育機関の一本化という行政施策に伴って、愛知県各地域に散在していた旧制官立学校が新制名古屋大学へ包括されて合流する。名古屋高等商業学校は法経学部経済経営両学科、第八高等学校および岡崎高等師範学校は旧教養部、それぞれ設立母体となった。
大学院は、名古屋帝国大学各学部に大学令に基づいた研究科が置かれた時点からの歴史がある。第二次世界大戦後、学校教育法に基づき新制大学院制度が発足すると1953年から1955年にかけて理学、工学、法学、経済学、文学、教育学、医学、農学の8研究科が設置される。しかし大学への予算配分や教官配置の基礎は学部内の講座 (chair) 制に置かれていた。1991年に当時の文部省が示した大学設置基準の大綱化を基に大学院の部局化を本格化する。これは事実上の大学院重点化であった。具体的には独立大学院の設置と教養部廃止を前提に大学院研究科を大学における研究・教育の基軸として再編するという2つの施策を実施している。前者は、1991年の国際開発研究科、1992年人間情報学研究科（後述する教養部改組措置を兼ねた研究科として誕生）、1995年の多元数理科学研究科、1998年の国際言語文化研究科の各研究科設置という形で実現した。また、後者は教養部を改組の上、前述した人間情報学研究科と情報文化学部（1993年）を創設、1993年に教養部を廃止すると全学一貫教育体制に移行した上で1996年に理、1997年に工、1999年に法、医、生命農学、2000年文、教、経済と各学問分野において大学院重点化を完了させることで実現している。
2001年に表明された文部科学省の方針に基づき、2004年に国立大学法人名古屋大学が発足し、名古屋大学は同法人が設置する大学となる。また同年、法科大学院として法学研究科に実務法曹養成専攻を設置している。
21世紀以降の通信手段の発達に伴い、情報・文化を包括的にとらえるため、2017年、情報文化学部、工学部電気電子・情報工学科を改組し、情報学部を設置。情報科学研究科を改組し、情報学研究科を設置。文学研究科、国際言語文化研究科などを統合し人文学研究科を設置した。
2018年3月、指定国立大学法人に指定される。
先の「大学(国立大学)の構造改革の方針」公表後、2002年9月に名古屋大学は評議会で豊橋技術科学大学と統合を前提とした協議の開始を決定したこと、および愛知教育大学からの統合の要請に対する協議の開始を各部局で検討するとの報道があった。2008年2月18日の名古屋大学役員会では「豊橋技術科学大学との再編・統合に関する協議について」が議題に挙がったが、豊橋技術科学大学との統合は実現しなかった。2018年12月には国立大学法人名古屋大学と国立大学法人岐阜大学が国立大学法人東海国立大学機構の設立に向けて合意し、2020年4月1日に東海国立大学機構が発足した。

### 年表
- 1869年 - 1870年頃（詳細年月日不明）：尾張藩元奥医師等、「洋学医庠」設立建議書を名古屋藩庁に提出。
- 1871年8月9日：仮病院（名古屋県）・仮医学校開設。
- 1878年（明治11年）：公立医学校となる。
- 1881年：愛知医学校となる。
- 1901年：愛知県立医学校となる。
- 1903年：専門学校令に基づき愛知県立医学専門学校となる。
- 1908年：高等学校令に基づき第八高等学校が設立される。
- 1920年（大正9年）：大学令に基づき、愛知県立医学専門学校が愛知医科大学となり3年制の予科を創設。専門学校令に基づき名古屋高等商業学校が設立される。
- 1922年：愛知医科大学本科を設置。
- 1931年（昭和6年）5月1日：愛知医科大学が官立移管され名古屋医科大学と改称。
- 1939年4月1日：帝国大学令および名古屋帝国大学官制に基づいた名古屋帝国大学が創設され、名古屋医科大学を名古屋帝国大学医学部に改組。
- 1940年：理工学部を新設。
- 1942年：理工学部を理学部と工学部に分離。
- 1943年：航空医学研究所を附置。大学院特別研究生制度実施。
- 1945年：師範教育令に基づき官立岡崎高等師範学校が設立される。航空医学研究所を廃止。
- 1946年：環境医学研究所を附置。
- 1947年：帝国大学令は国立総合大学令に改称され、大学名も名古屋大学と改称される。
- 1948年：法経学部、文学部を設置。
- 1949年：国立学校設置法に基づき旧制名古屋大学、同大学付属医学専門部、第八高等学校、名古屋経済専門学校（名古屋高等商業学校の後身）、岡崎高等師範学校を包括、教育学部を増設した新制名古屋大学が誕生する。空電研究所を附置。教養部を設置（学内措置）。
- 1950年：法経学部を法学部と経済学部に分離。
- 1951年：農学部を設置。
- 1953年：新制大学院発足。文学、教育学、法学、経済学、理学、工学の各研究科を設置。
- 1955年：医学研究科、農学研究科を設置。
- 1961年：プラズマ研究所を附置。
- 1963年：教養部を正式に設置。
- 1966年：農学部移転で、安城キャンパスから東山キャンパスへの統合移転完了。
- 1969年：学生運動が激化[17]。9月17日には学長が拉致監禁される[18]。また、翌日から11月末にかけて学生により教養部が封鎖、授業が中止される[19]。
- 1971年：大型計算機センターを設置。
- 1973年：水圏科学研究所を附置。
- 1977年：医学部附属の看護学校等を改組、医療技術短期大学部を設置。
- 1987年：2月5日全構成員（学生・院生・教職員・生協職員・病院医員）約15000名の過半数を超え、8500名に達する批准署名が実現し、名古屋大学平和憲章が制定される[20]。
- 1989年（昭和64年/平成元年）：プラズマ研究所を核融合科学研究所に改組し、大学共同利用機関に移行。
- 1990年：空電研究所と理学部附属宇宙線望遠鏡研究施設を統合改組し、太陽地球環境研究所を附置。
- 1991年：国際開発研究科を設置。
- 1992年：人間情報学研究科を設置（教養部の改組措置）。
- 1993年：情報文化学部を設置（教養部の改組措置）。教養部を廃止。水圏科学研究所を改組し、大気水圏科学研究所を附置。
- 1995年：多元数理科学研究科を設置。
- 1997年：農学研究科を生命農学研究科と改称。
- 1998年：医療技術短期大学部を改組し、医学部保健学科を設置。国際言語文化研究科を設置。
- 2000年：教育学研究科を教育発達科学研究科と改称。
- 2001年：大気水圏科学研究所を廃止。環境学研究科、地球水循環研究センターを設置。
- 2002年：医学研究科を医学系研究科と改称。大型計算機センターおよび関連施設を改組し、情報連携基盤センターを設置。
- 2003年：人間情報学研究科と工学研究科情報工学専攻を統合改組して情報科学研究科を設置。
- 2004年：国立大学法人法に基づき国立大学法人名古屋大学が設置する大学となる。法科大学院、エコトピア科学研究機構を設置。
- 2005年：エコトピア科学研究機構を改組し、エコトピア科学研究所を設置（学内措置）。
- 2006年：エコトピア科学研究所を正式に附置。
- 2009年：情報基盤センターを設置。
- 2010年：素粒子宇宙起源研究機構を設置。
- 2012年：創薬科学研究科を設置。
- 2013年：トランスフォーマティブ生命分子研究所を設置。
- 2014年：未来社会創造機構を設置。
- 2015年
  - 4月：環境医学研究所附属近未来環境シミュレーションセンターを次世代創薬研究センターに改称。
  - 10月：太陽地球環境研究所、地球水循環研究センター、年代測定総合研究センターを統合・改組して宇宙地球環境研究所が発足。エコトピア科学研究所を未来材料・システム研究所に改組。
- 2017年：情報文化学部、工学部電気電子・情報工学科を改組し、情報学部を設置。情報科学研究科を改組し、情報学研究科を設置。文学研究科、国際言語文化研究科などを統合し人文学研究科を設置。理学研究科附属ニューロサイエンス研究センターを設置。アジア共創教育研究機構を設置。
- 2018年
  - 3月20日：指定国立大学法人に指定される。
  - 4月：工学研究科附属フライト総合工学教育研究センターを設置。
  - 11月：未来社会創造機構にマテリアルイノベーション研究所を設置[新聞 2]。
- 2019年
  - 5月17日：国会において国立大学法人法の一部改正を規定する「学校教育法等の一部を改正する法律」が成立したことにより、2020年4月1日をもって岐阜大学を設置する国立大学法人岐阜大学と統合し、国立大学法人東海国立大学機構を設立することを発表[21][22]。
- 2020年
  - 4月1日：東海国立大学機構が発足し、同機構が設置する国立大学となる。
  - 7月1日：「富岳」型　次世代スーパーコンピュータ「不老」運用開始[WEB 8][WEB 9]。
- 2024年7月8日：イギリス・エディンバラ大学と戦略的パートナー大学間学術交流協定を締結[23]。

## 基礎データ

### 所在地
- 東山キャンパス（愛知県名古屋市千種区）
- 鶴舞キャンパス（愛知県名古屋市昭和区）
- 山手キャンパス（愛知県名古屋市昭和区）

- 大幸キャンパス（愛知県名古屋市東区）
- 豊川キャンパス（愛知県豊川市穂ノ原）

### 象徴

#### シンボルマーク
シンボルマークは、Nagoya University の頭文字「nu」に篆書体の「名大」を合成したもので、通称「NUマーク」である。名古屋大学学章規程により正式に定められている。1958年に教養部2年の学生によるデザインが学内公募により選定され、それを基に作成された。

#### スクールカラー
スクールカラーは濃緑である。『濃緑』は、名古屋大学体育会の機関紙の名称にもなっている。その機関紙によると、「濃は不屈・永遠を表し、緑は若さを表す」とされている。

#### 学生歌等
名古屋大学には正式な校歌や大学歌は存在しないが、以下に示す歌が存在する。
学生歌
- 『若き我等』（1956年制定）
- 『若草もゆる』（1954年制定）
現在主に歌われるのは前者である。

応援歌
- 『天にとどろく』
- 『大空に光はみてり』（1955年制定）
- 『この旗の下に』

寮歌
上記の他、運動部等の行事でよく歌われるものに、第八高等学校寮歌『伊吹おろし』がある。第八高等学校は名古屋大学の前身校の一つである。

## 教育および研究

### 組織

#### 学部
- 文学部
  - 人文学科[注釈 4]
    - 言語文化学繋
      - 分野・専門：言語学、日本語学

    - 英語文化学繋
      - 分野・専門：英語学、英米文学

    - 文献思想学繋
      - 分野・専門：ドイツ語ドイツ文学、ドイツ語圏文化学、フランス語フランス文学、日本文学、中国語中国文学、哲学、西洋古典学、中国哲学、インド哲学

    - 歴史文化学繋
      - 分野・専門：日本史学、東洋史学、西洋史学、美学美術史学、考古学、文化人類学

    - 環境行動学繋
      - 分野・専門：社会学、心理学、地理学

（2016年度入学生まで）
- 哲学・文明論コース

- 哲学専攻
- 西洋古典学専攻
- 中国哲学専攻
- 中国文学専攻
- インド文化学専攻

- 歴史学・文化史学コース

- 日本史学専攻
- 東洋史学専攻
- 西洋史学専攻
- 美学美術史学専攻
- 考古学専攻

- 文学・言語学コース

- 日本文学専攻
- 日本語学専攻
- 言語学専攻
- 英米文学専攻
- フランス文学専攻
- ドイツ文学専攻
- 英語学専攻

- 環境・行動学コース

- 社会学専攻
- 心理学専攻
- 地理学専攻

注：2年時に専攻に配属
- 教育学部
  - 人間発達科学科[注釈 5]
    - （教育学系）
      - 生涯教育開発コース
      - 学校教育情報コース
      - 国際社会文化コース

    - （心理学系）
      - 心理社会行動コース
      - 発達教育臨床コース
注：3年次にコースに配属

- 法学部
  - 法律・政治学科[注釈 6]
- 経済学部[WEB 12]
  - 経済学科[注釈 7]
    - 経済ジェネラリストコース
    - 理論・政策スペシャリストコース
    - 社会経済分析コース

  - 経営学科[注釈 8]
    - 経営ジェネラリストコース
    - 経営スペシャリストコース
    - 会計スペシャリストコース

注：2年次に学科に配属
- 情報文化学部（2017年度に募集停止）
  - 自然情報学科
    - 複雑システム系
    - 数理情報系
    - 環境システム系
注：3年次に教育系に配属

  - 社会システム情報学科
    - 環境法経システム系
    - 社会地域環境系
    - 心理システム系
    - メディア社会系
注：3年次に教育系に配属

- 情報学部
情報文化学部と工学部情報工学コースが統合・改組して2017年度に設置された。
  - 自然情報学科
    - 数理情報系
    - 複雑システム系

  - 人間・社会情報学科
    - 社会情報系
    - 心理・認知科学系

  - コンピュータ科学科
    - 情報システム系
    - 知能システム系
注：3年次に系に配属

- 理学部
  - 数理学科[注釈 9]
  - 物理学科[注釈 10]
  - 化学科[注釈 11]
  - 生命理学科[注釈 12]
  - 地球惑星科学科[注釈 13]
注：2年次に学科に配属

- 医学部
  - 医学科[注釈 14]（6年制）
  - 保健学科[注釈 15]
    - 看護学専攻
    - 放射線技術科学専攻
    - 検査技術科学専攻
    - 理学療法学専攻
    - 作業療法学専攻

- 工学部
  - 化学生命工学科[注釈 16]
  - 物理工学科[注釈 17]
  - マテリアル工学科[注釈 18]
  - 電気電子情報工学科[注釈 19]
  - 機械・航空宇宙工学科[注釈 20]
  - エネルギー理工学科[注釈 21]
  - 環境土木・建築学科[注釈 22]

- 農学部
  - 生物環境科学科[注釈 23]
  - 資源生物科学科[注釈 24]
  - 応用生命科学科[注釈 25]

#### 研究科
以下、特記していない専攻は博士前期課程・博士後期課程である。一部、2016年度以前の情報を含む。
- 人文学研究科[注釈 26]
文学研究科、国際言語文化研究科、国際開発研究科国際コミュニケーション専攻を統合し2017年度発足。人文学専攻のみからなる。
  - 言語文化系学位プログラム
    - 文芸言語学コース
分野・専門：言語学、日本語学、日本文学、英語学、英米文学、ドイツ語ドイツ文学、フランス語フランス文学第1、フランス語フランス文学第2、中国語中国文学、日本語教育学、英語教育学、応用日本語学
    - 哲学倫理学コース
分野・専門：哲学、西洋古典学、中国哲学、インド哲学

  - 歴史文化系学位プログラム
    - 歴史学・人類学コース
分野・専門：日本史学、東洋史学、西洋史学、美学美術史学、考古学、文化人類学
    - 総合文化学コース
分野・専門：映像学、日本文化学、文化動態学、ジェンダー学

  - 英語高度専門職業人学位プログラム
    - 英語高度専門職業人コース

  - 多文化共生系学位プログラム
    - 国際・地域共生促進コース

  - G30 国際プログラム
    - 言語学・文化研究プログラム
    - 「アジアの中の日本文化」プログラム

- 文学研究科（2017年度に募集停止）
  - 人文学専攻[注釈 27]
    - 総合人文学コース
専門：文化人類学・宗教学・日本思想史、日本文化学
    - 基層人間学コース
専門：哲学、西洋古典学、言語学、中国哲学、中国文学、インド文化学
    - 歴史文化学コース
専門：日本史学、東洋史学、西洋史学、美学美術史学、考古学
    - 文芸言語学コース
専門：日本文学、日本語学、英米文学、フランス文学、ドイツ文学、英語学
- 教育発達学研究科[注釈 28]
  - 教育科学専攻
    - 講座：生涯発達教育学講座[注釈 29]、学校情報環境学講座[注釈 30]、相関教育科学講座[注釈 31]、高等教育学講座[注釈 32]（協力講座）、生涯スポーツ科学講座[注釈 33]（協力講座）
    - 高度専門職業人養成コース（前期課程） - 職業経験や社会活動の経験がある者が対象
      - 生涯学習研究コース[注釈 34]（生涯開発教育分野、学校科学臨床分野、高等教育マネジメント分野、生涯スポーツ科学分野）

    - 教育マネジメントコース（後期課程） - 社会人や社会経験のある学生が対象
      - 領域：生涯学習マネジメント、学校教育マネジメント、高等教育マネジメント

  - 心理発達科学専攻
    - 講座：心理社会行動科学講座[注釈 35]、精神発達臨床科学講座[注釈 36]、スポーツ行動科学講座[注釈 37]（協力講座）
    - 高度専門職業人養成コース（前期課程）
      - 心理開発研究コース[注釈 38]（心理行動科学分野、スポーツ行動科学分野）
      - 心理臨床研究コース[注釈 39]（心理臨床科学分野）

    - 心理危機マネジメントコース（後期課程）- 社会人や社会経験のある学生が対象
- 法学研究科
  - 総合法政専攻[注釈 40]
    - 研究者養成コース
    - 応用法政コース
    - 国際法政コース（留学生向け。途上国における近代法整備を担う人材育成が主な目的）

  - 実務法曹養成専攻[注釈 41]（専門職学位課程、法科大学院）
- 経済学研究科
  - 社会経済システム専攻[注釈 42]
  - 産業経営システム専攻[注釈 43]
- 情報学研究科
  - 数理情報学専攻
  - 複雑系科学専攻
  - 社会情報学専攻
  - 認知・心理科学専攻
  - 情報システム学専攻
  - 知能システム学専攻
- 理学研究科[注釈 44]
  - 素粒子宇宙物理学専攻[注釈 45]
    - 素粒子宇宙物理系[注釈 46]
    - 宇宙地球物理系[注釈 47]

  - 物質理学専攻[注釈 48]
    - 物理系[注釈 49]
    - 化学系[注釈 50]

  - 生命理学専攻[注釈 51][注釈 52]
- 医学系研究科
  - 医科学専攻（修士課程）
  - 総合医学専攻[注釈 53]
    - 基礎医学領域
講座：生物化学[注釈 54]、微生物・免疫学[注釈 55]、先端応用医学[注釈 56]（協力講座）、実験動物科学[注釈 57]（協力講座）、老化基礎科学[注釈 58]（連携講座）、免疫不全統御学[注釈 59]（連携講座）、細胞科学[注釈 60]、神経科学[注釈 61]（協力講座）、腫瘍病態学[注釈 62]（協力講座）、高次神経統御学[注釈 63]（協力講座）、器官系機能調節学[注釈 64]（協力講座）、分子・細胞適応学[注釈 65]（協力講座）、神経生化学[注釈 66]（連携講座）、機能形態学[注釈 67]、病理病態学[注釈 68]、発生・再生医学[注釈 69]（協力講座）、細胞工学[注釈 70]（連携講座）、社会生命科学[注釈 71]、健康増進医学[注釈 72]（協力講座）、疫学[注釈 73]（連携講座）
    - 臨床医学領域
講座：病態内科学[注釈 74]、高次医用科学[注釈 75]、脳神経病態制御学[注釈 76]、頭頸部・感覚器外科学[注釈 77]、病態外科学[注釈 78]、運動・形態外科学[注釈 79]、生体管理医学[注釈 80]、病態医療学[注釈 81]（協力講座）、発育・加齢医学[注釈 82]、周産母子医学[注釈 83]（協力講座）、親と子どもの精神医学[注釈 84]（協力講座）、総合管理医学[注釈 85]（協力講座）
    - 統合医薬学領域
講座：分子医薬学[注釈 86]、臨床医薬学[注釈 87]、医薬品開発学[注釈 88]（連携講座）、医薬品管理学[注釈 89]（連携講座）

  - 看護学専攻
講座[注釈 90]：基礎・臨床看護学[注釈 91]、健康発達看護学[注釈 92]
  - 医療技術学専攻
講座[注釈 93]：医用量子科学、病態解析学、脳とこころの科学（協力講座等）
  - リハビリテーション療法学専攻
講座[注釈 94]：理学療法学、作業療法学
- 工学研究科[注釈 95]
  - 有機・高分子化学専攻[注釈 96]
  - 応用物質化学専攻[注釈 97]
  - 生命分子工学専攻[注釈 98]
  - 応用物理学専攻[注釈 99]
  - 物質科学専攻[注釈 100]
  - 材料デザイン工学専攻[注釈 101]
  - 物質プロセス工学専攻[注釈 102]
  - 化学システム工学専攻[注釈 103]
  - 電気工学専攻[注釈 104]
  - 電子工学専攻[注釈 105]
  - 情報・通信工学専攻[注釈 106]
  - 機械システム工学専攻[注釈 107]
  - マイクロ・ナノ機械理工学専攻[注釈 108]
  - 航空宇宙工学専攻[注釈 109]
  - エネルギー理工学専攻[注釈 110]
  - 総合エネルギー工学専攻[注釈 111]
  - 土木工学専攻[注釈 112]
- 生命農学研究科[注釈 113]
  - 生物圏資源学専攻
講座：循環資源学、資源生産生態学、地域資源管理学、生物材料科学、生態システム保全学[注釈 114]
  - 生物機構・機能科学専攻
講座：バイオダイナミクス、分子細胞機構学、生物機能分化学、資源生物機能学
  - 応用分子生命科学専攻
講座：バイオモデリング、生命機能化学、応用生命化学、応用遺伝・生理学
  - 生命技術科学専攻
講座：生物機能技術科学、生命技術社会システム学、生物生産技術科学[注釈 115]、植物機能開発学[注釈 116]、分子細胞機能学[注釈 117]、生命技術国際協力学[注釈 118]、生命機能システム学（理化学研究所環境資源科学研究センターとの連携講座、後期のみ）
- 国際開発研究科[注釈 119]
2018年度から、国際開発専攻と国際協力専攻を一本化し、「国際開発協力専攻」となった。また、国際コミュニケーション専攻は所属が2017年度より人文学研究科に変更された。
  - 国際開発協力専攻（2018年度以降）
    - 学位プログラム
      - 経済開発政策・マネジメント
      - 平和とガバナンス
      - 包摂的な社会と国家
      - 教育と人材開発
      - 貧困と社会政策
      - グローバルリーダー・キャリアコース（5つのプログラムから履修生を選抜）
      - グローバル人材育成特別課程（1年修了）

（2017年度まで）
    - 博士前期課程
      - 国際開発協力コース
        - 国際開発専攻
          - 「経済開発政策と開発マネジメント」プログラム
          - 「農村・地域開発マネジメント」プログラム
          - 「教育・人材開発」プログラム

        - 国際協力専攻
          - 「ガバナンスと法」プログラム
          - 「平和構築」プログラム
          - 「社会開発と文化」プログラム

      - 国際コミュニケーションコース
        - 国際コミュニケーション専攻
          - 「人の移動と異文化理解」プログラム
          - 「言語教育と言語情報」プログラム

    - 博士後期課程
      - 国際開発専攻
      - 国際協力専攻
      - 国際コミュニケーション専攻

  - 教員組織
    - 国際開発専攻
      - 基幹講座：国際開発講座
      - 協力講座：開発政策講座、経営開発講座、教育発展史講座

    - 国際協力専攻
      - 基幹講座：国際協力講座
      - 協力講座：比較国際法政システム講座、国際文化協力講座

    - 国際コミュニケーション専攻
      - 基幹講座：国際コミュニケーション講座、言語情報システム講座、言語教育科学講座、国際言語文化学講座、コミュニケーション科学講座
- 多元数理科学研究科
  - 多元数理科学専攻[注釈 120]
- 国際言語文化研究科（2017年度に募集停止）
  - 日本言語文化専攻
講座[注釈 121]：日本言語文化学講座、日本語教育学講座、応用言語学講座、比較日本文化学講座、現代日本語学講座（協力講座等）、日本語教育方法論講座（協力講座等）
  - 国際多元文化専攻
    - 講座[注釈 122]：多元文化論講座、先端文化論講座、アメリカ言語文化講座、東アジア言語文化講座、ヨーロッパ言語文化講座、ジェンダー論講座、メディアプロフェッショナル論

  - コース：メディアプロフェッショナルコース（定員は国際多元文化専攻の定員に含まれる）、英語高度専門職業人コース（前期のみ。定員は国際多元文化専攻の定員に含まれる）、比較言語文化プログラム（前期のみ。留学生向け）
- 環境学研究科[注釈 123]
  - 地球環境科学専攻
    - 地球惑星科学系
講座：地球環境システム学講座、地質・地球生物学講座、地球化学講座、地球惑星物理学講座、地球惑星ダイナミクス講座（協力講座）、地球史学講座（協力講座）
    - 大気水圏科学系
講座：地球環境変動論講座、気候科学講座、物質循環科学講座、放射線・生命環境科学講座（協力講座）、地球水循環科学講座（協力講座）

  - 都市環境学専攻[注釈 124]
    - 空間・物質系
講座：都市持続発展論講座、環境機能物質学講座、物質環境構造学講座、地圏空間環境学講座、地域・都市マネジメント講座
    - 建築学系
講座：環境・安全マネジメント講座、建築・環境デザイン講座、建築構造システム講座

  - 社会環境学専攻
講座：環境政策論講座、経済環境論講座、環境法政論講座、社会学講座、心理学講座、地理学講座
- 創薬科学研究科
  - 基盤創薬学専攻（前期課程は2012年度に、後期課程は2014年度に設置）
講座[注釈 125]：創薬有機化学講座（天然物化学分野、有機合成化学分野、分子設計化学分野）、創薬生物科学講座（分子微生物学分野、細胞生化学分野、細胞分子情報学分野、細胞薬効解析学）、創薬分子構造学講座（構造分子薬理学分野、構造生理学分野）、実践創薬科学講座（産学協同研究講座）

#### 附属機関
- 教養教育院
  - 統括部
自然科学部門、社会科学部門、人文学部門、言語文化部門、基盤科学部門、実験担当（物理学・化学）
  - 教養教育推進室（2010年度設置）
基盤開発部門、アカデミック・ライティング教育部門、
  - 博士課程教育推進機構

- アジアサテライトキャンパス学院
日本国内からモンゴル、ウズベキスタン、フィリピン、ベトナム、ラオス、カンボジアの現地学生に対する教育を提供[WEB 13]。

- 高等研究院

- トランスフォーマティブ生命分子研究所（2013年度設置）

- 附属図書館
  - 中央図書館
  - 医学部分館
  - 研究開発室

- 附置研究所
  - 環境医学研究所
    - 研究部門：ストレス受容・応答研究部門[注釈 126]、生体適応・防御研究部門[注釈 127]
    - 附属次世代創薬研究センター（2015年度改称）、

  - 未来材料・システム研究所
2004年にエコトピア科学研究機構として設置。翌年エコトピア科学研究所に改称し、2015年10月に改組。
    - 研究部
材料創製部門、システム創成部門
    - 施設
超高圧電子顕微鏡施設、先端技術共同研究施設
    - 附属高度計測技術実践センター
電子顕微鏡計測部、電磁波計測部、素粒子計測部、X線分光計測部、ナノ加工計測部
    - 附属未来エレクトロニクス集積研究センター
未来デバイス部、マルチフィジックスシミュレーション部、先端物性解析部、システム応用部、国際客員部、産学協同研究部

  - 宇宙地球環境研究所
2015年10月、太陽地球環境研究所、地球水循環研究センター、年代測定総合研究センターを統合して発足。
    - 基盤研究部門
宇宙線研究部、太陽圏研究部、電磁気圏研究部、気象大気研究部、陸域海洋圏生態研究部、総合解析研究部、年代測定研究部
    - 国際連携研究センター
母子里観測所（北海道幌加内町）、陸別観測所（北海道陸別町）、富士観測所（山梨県富士河口湖町）、鹿児島観測所（鹿児島県垂水市）
    - 総合データサイエンスセンター
    - 飛翔体観測推進センター

- 学内共同教育研究施設等
  - アイソトープ総合センター
  - 遺伝子実験施設
研究分野：遺伝子解析、植物ゲノム解析
  - 物質科学国際研究センター
研究組織：有機物質合成研究分野、無機物質合成研究分野、物質機能研究分野、生命物質研究分野、分子触媒研究分野、共同研究分野
  - 高等教育研究センター
  - 農学国際教育協力研究センター
  - 博物館
  - 心の発達支援研究実践センター
研究組織：こころの育ちと家族分野、こころと社会のつながり分野、こころの支援実践分野
  - 法政国際教育研究研究センター
  - 生物機能開発利用研究センター
研究部門：基盤・育成部門、開発・展開部門
  - シンクロトロン光研究センター
研究部門：光源部門、ビームライン部門、計測・分析部門
  - 基礎理論研究センター
    - 素粒子論部門
    - 宇宙理論部門
    - 弦理論・数理構造部門
    - 理論計算物理室

  - 現象解析研究センター（素粒子宇宙起源研究機構）
    - フレーバー物理学部門
    - 時空構造起源部門
    - 実験観測機器開発室
    - タウレプトンデータ解析室

  - 減災連携研究センター
研究教育組織：研究連携部門、社会連携部門
  - 細胞生理学研究センター
研究教育組織：基礎生物学研究部門、連携創薬研究部門、連携医学研究部門、産学連携部門
  - 脳とこころの研究センター
研究教育組織：基盤整備部門、研究開発部門
  - ナショナルコンポジットセンター
研究教育組織：研究開発部門、産学官連携部門
  - 予防早期医療創成センター
研究教育組織：予防社会システム研究部門、早期医療研究部門
  - 男女共同参画センター（2017年7月、男女共同参画室から改組）
  - 学生相談総合センター

- 共同利用・共同研究拠点
  - 情報基盤センター
研究開発部門：学術情報開発研究部門、情報基盤ネットワーク研究部門、大規模計算支援環境研究部門、教育情報メディア研究部門

- 総合保健体育科学センター

- 未来社会創造機構（2014年度設置）
  - モビリティ領域
教育研究組織：材料・エネルギー分野、機械・情報分野、交通・社会分野
  - ナノライフシステム研究所
  - マテリアルイノベーション研究所
  - 社会イノベーションデザイン学センター
研究組織：イノベーティブプロジェクト部門、対話型セッション部門、プロトタイピング部門、社会システム研究部門

- アジア共創教育研究機構（2017年度設置）

- 素粒子宇宙起源研究機構
  - 基礎理論研究センター（再掲）
  - 現象解析研究センター（再掲）

- 学部・研究科附属機関
  - 人文学研究科
    - 附属人類文化遺産テクスト学研究センター
    - 附属超域文化社会センター

  - 教育学部
    - 附属高等学校
    - 附属中学校

  - 法学研究科
  - 経済学研究科
    - 附属国際経済政策研究センター
研究部門：アジア経済・地域連携研究部門、企業戦略・マネジメント研究部門、資源・環境政策研究部門、政策情報研究室

  - 情報学研究科
    - 附属価値創造研究センター
    - 附属組込みシステム研究センター
    - 附属グローバルメディア研究センター

  - 理学研究科
    - 附属臨海実験所
      - 菅島臨海実験所（三重県鳥羽市）
      - 臨海実験所東山分室

    - 附属南半球宇宙観測研究センター
研究組織：サブミリ波研究部門、高エネルギー研究部門、地球・惑星系研究部門
    - 附属構造生物学研究センター
教育研究組織：構造動態学部門、構造機能学部門、構造細胞学部門
    - 附属タウ・レプトン物理研究センター
研究組織：タウ・レプトン物理部門、LHC物理部門、理論部門
    - 附属ニューロサイエンス研究センター（2017年度設置）
脳神経回路研究ユニット部門、産学協同研究部門、運営部門

  - 医学部・医学系研究科
    - 医学系研究科附属医学教育研究支援センター
教育研究支援組織：実験動物部門、分析機器部門、先端領域支援部門、特任研究部門
    - 医学系研究科附属神経疾患・腫瘍分子医学研究センター
研究組織：腫瘍病態統御部門、神経疾患病態統御部門、先端応用医学部門
    - 医学部附属病院（名大病院）

- 工学研究科

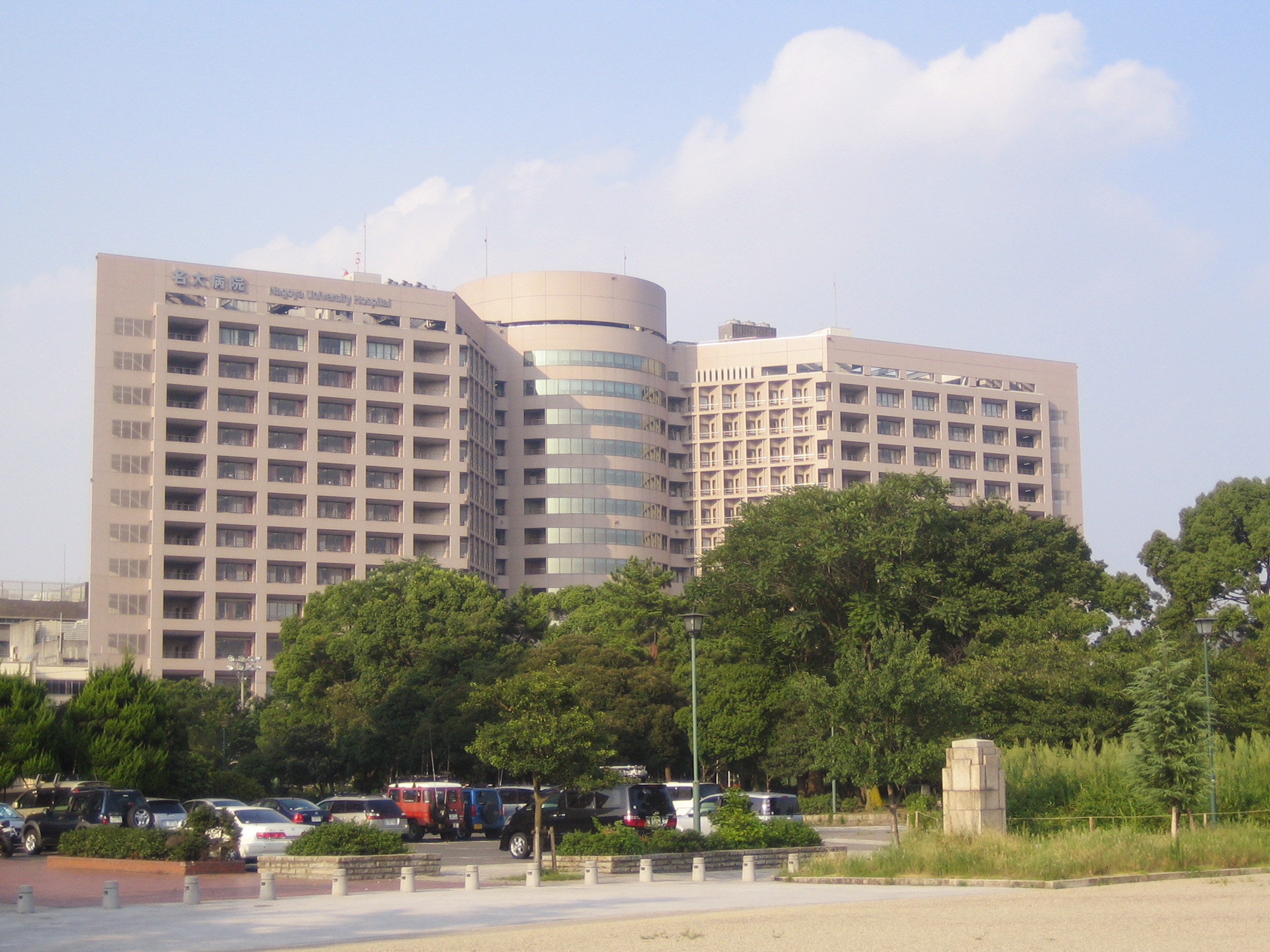
医学部附属病院

  - 低温プラズマ科学研究センター（cLPS）
教育研究組織：基幹研究部門、産学連携研究部門
  - 附属材料バックキャストテクノロジー研究センター
教育研究組織：産学連携部門、物質知略部門、エネルギー知略部門、プロセス知略部門、安全性知略部門
  - 附属計算科学連携教育研究センター
教育研究組織：データベース部門、超並列計算部門、流体力学部門、物性物理部門、生体科学部門、アルゴリズム部門、計算化学部門
  - 附属マイクロ・ナノメカトロニクス研究センター
研究部門：ナノ制御学、ナノ計測学、ナノ設計・製造学、ナノ材料学
  - 附属フライト総合工学教育研究センター（2018年度設置）
フライト総合工学教育部門、総合工学プロジェクト研究部門、人材育成・社会連携部門、

- 生命農学研究科
  - 附属フィールド科学教育研究センター
教育研究組織：森林科学部門、植物生産科学部門、動物生産科学部門
  - 附属鳥類バイオサイエンス研究センター

- 環境学研究科
  - 附属地震火山研究センター
研究分野：地殻活動機構研究分野、地殻活動予測研究分野、観測手法開発研究分野
  - 附属持続的共発展教育研究センター
教育研究組織：交通・都市国際研究部門、臨床環境学コンサルティングファーム部門

##### 附属図書館
附属図書館は中央館、医学部分館、34の部局図書室がある。総蔵書数は約327万冊（2014年度時点）。年間利用者は中央館のみで延べ約68万6千人、貸出冊数は約16万冊（2014年度）である。

##### 名古屋大学博物館
2000年4月、日本の大学が設置する5番目の総合大学博物館として、東山キャンパスの古川記念館内に開館された。名古屋大学所蔵の学術標本・資料、ならびに大学における研究成果のフィードバック・資源化・社会還元を総合的にかつ国際的に行うことを目的としている。

##### 名古屋大学出版会
一般財団法人名古屋大学出版会は、正確には附属機関ではなく独立採算制を執る独立した機関であるが、名大東山キャンパス大学広報プラザ内に事務所があることや理事長は名大教授であり、名古屋大学はじめ中部地区大学関係者の書籍を発行することを目的としているため、本節にまとめた。主に学術書や大学の講義で使う教科書などを出している。
※名大生協の印刷・情報サービス部とは別組織。なお設立の際人員の移籍があった。

### 研究

#### 21世紀COEプログラム
以下の14件のプロジェクトが採択された。
- 2002年
生命科学
  - システム生命科学：分子シグナル系の統合
  - 新世紀の食を担う植物バイオサイエンス

化学・材料科学
  - 物質科学の拠点形成：分子機能の解明と創造
  - 自然に学ぶ材料プロセッシングの創成

情報・電気・電子
  - 先端プラズマ科学が拓くナノ情報デバイス
  - 社会情報基盤のための音声映像の知的統合

人文科学
  - 統合テクスト科学の構築
- 2003年
医学系
  - 神経疾患・腫瘍の統合分子医学の拠点形成

数学・物理学・地球科学
  - 宇宙と物質の起源：宇宙史の物理学的解読
  - 等式が生む数学の新概念（2005年9月に辞退）
  - 太陽・地球・生命圏相互作用系の変動学

機械・土木・建築・その他工学
  - 情報社会を担うマイクロナノメカトロニクス

学際・複合・新領域
  - 同位体が拓く未来―同位体科学の基盤から応用まで―
- 2004年
革新的な学術分野
  - 計算科学フロンティア

#### グローバルCOEプログラム
以下の7件のプロジェクトが採択されている。
- 2007年
生命科学
  - システム生命科学の展開：生命機能の設計

化学・材料科学
  - 分子性機能物質科学の国際教育研究拠点形成

人文科学
  - テクスト布置の解釈学的研究と教育
- 2008年
医学系
  - 機能分子医学への神経疾患・腫瘍の融合拠点

数学、物理学、地球科学
  - 宇宙基礎原理の探求

機械、土木、建築、その他工学
  - マイクロ・ナノメカトロニクス教育研究拠点
- 2009年
学際、複合、新領域
  - 地球学から基礎・臨床環境学への展開

### 教育
- 特色ある大学教育支援プログラム
  - 創成型工学教育支援プログラム
  - 教員の自発的な授業改善の促進・支援―授業支援ツールを活用した授業デザイン力の形成―
  - コアリッションによる工学教育の相乗的改革（複数大学による共同取組、主となる大学：東京工業大学）
- 名古屋大学グローバル30国際プログラム (International Programs)（日本語）

名古屋大学は、国際的に高い学術水準が評価され、文部科学省の「スーパーグローバル大学創成支援」タイプAに指定された。2011年からは、外国の教育制度に基づいた教育を受けた学生を対象とした「G30（グローバル30）」国際プログラムを開講している。英語で行われる講義のみで学位を取得でき、日本語能力が足りずに留学を諦めた学生の入学が可能となった。入学時期は毎年10月で卒業時期は9月。
このプログラムでは語学力の向上も重視され、国際学部生には日本語教育の受講が必須である。また、少人数制の授業を導入し、集中的な研究を推奨してい  る。学士課程では卒業論文または実験・研究活動が求められ、大学院課程は研究中心。そのため、出願時には指導教員の研究分野に沿った志望が必要となる。
7つの学部向けプログラムと12の大学院向けプログラム、3つのその他のプログラムが設けられている。
学部向けプログラム
- 自動車工学プログラム（工学部（機械系、電気電子情報系））

- 物理系プログラム（理学部）
- 化学系プログラム（工学部、理学部）
- 生物系プログラム（理学部、農学部）
- 国際社会科学プログラム（法学部）
- 国際社会科学プログラム（経済学部）
- 「アジアの中の日本文化」プログラム（文学部）

大学院向けプログラム
- 自動車工学プログラム（工学：修士）
- 環境土木工学プログラム（工学／環境学：修士、博士）
- 地球環境科学プログラム（環境学：修士、博士）
- 物理工学プログラム（工学：修士、博士）
- 物理数理系プログラム（理学／多元数理：修士、博士）
- 化学系プログラム（理学／工学：修士、博士）
- 生物系プログラム（理学／生命農学：修士、博士　医学系：修士）
- 公衆衛生学プログラム（医学系：修士）
- 医学系プログラム（医学系：博士）
- 経済・ビジネス国際プログラム（経済学：修士）
- 言語学・文化研究プログラム（人文学：修士）
- 「アジアの中の日本文化」プログラム（人文学：修士）

その他のプログラム
- 総合法政専攻国際法政コース（法学：修士、博士）
- 国際開発協力専攻（国際開発：修士、博士）
- ヤング・リーダーズ・プログラム（YLP)―医療行政コース（医学系：修士）

また、この講義は普通の日本人学生（一般プログラム生）も受講可能である。一般プログラムの日本人学生の利用を促すため、2018年にNU-EMIプロジェクトが開始された。日本人学生も歓迎しているG30国際プログラムの講義の紹介や、受講を希望する学生に向けた留学生チューターによる個別指導などのサポート、留学生や教員とのグループ学習や海外大学院進学セミナー・キャリアパスセミナーの開催などを行っている。

## 学生生活

### 大学祭
大学祭は「名大祭」と呼ばれ、1960年から毎年、6月の第1木曜日から次の日曜日に掛けての4日間開催される。また、近年は秋季にも「秋革祭（しゅうかくさい）」と呼ばれるやや小規模なイベントも行われている。一般的には、大学祭は秋季に行われることが多いが、「名大祭」はその第一回開催時に伊勢湾台風の影響で延期となり、翌年の6月に第一回が行われたため、その後も6月に行われることとなった。
当時の名古屋大学は多くのキャンパスが市内や周辺市域に分散していた蛸足大学だったため、大学全体としての学生の結束が弱いとされた。しかしキャンパスが東山地区に統合されるとともに、安保闘争や伊勢湾台風復興を契機に学生運動が高揚すると、大学祭開催への機運が高まり、1960年に第一回名大祭の開催を見た。しかし各学部の学生団体がそれぞれ企画を催すなどのばらつきも見られた。
現在では教養部を除く各学部の団体が統合された名大祭本部実行委員会と呼ばれる団体が6月の名大祭を主催し、教養部の団体の名残である名大祭一・二年生実行委員会が秋季の秋革祭を主催している。特に名大祭は多くの研究室・部活・サークルの成果の発表の場として、また全学学生の団結力を示す場として位置付けられている。来場者は毎年約5万人程度であり、その規模は東海地方で最大を誇る。またバリアフリーとごみの再資源化に早くから取り組んでいる。
2008年に開催された第49回名大祭の模擬店において、大規模な食中毒が発生した。翌年の第50回名大祭においては原因調査と再発防止体制確立のため、飲食物を取り扱う企画の自粛対応がなされたが、第51回からは体制が整ったとして飲食物を取り扱う企画が再開された。

### 部活動・クラブ活動・サークル活動

#### スポーツ
1956年に名古屋大学体育会が結成され、1961年に大学公認を受けている。同会に所属する部の中には、陸上競技部や漕艇部など旧愛知医学校や第八高等学校からの歴史がある部も存在する。また、全国の旧帝国大学と共に全国七大学総合体育大会に参加している。また、大阪大学との対抗戦として名古屋大学・大阪大学対抗競技大会（名阪戦）を行っている。
1964年からは毎年11月下旬に須賀杯争奪駅伝競走大会が開催されている。これは名古屋大学教授で陸上部顧問（当時）を務めていた須賀太郎が、1963年に豊田工業高等専門学校の初代校長に就任し、同校のスポーツ振興に力を注いだことに由来する。大学と高専が共催するスポーツ大会は日本国内では珍しい。
アメリカンフットボール部の愛称は「グランパス」である。名古屋グランパス創設以前から歴史があり、名古屋グランパスの関係者がグランパスの名前を使用する許可を求めて同部を訪れた逸話がある。

#### 文化系
文化系のクラブ活動も盛んである。特に1984年に設立した名古屋大学クイズ研究会では、現役生やOB/OGを問わず、同会出身の解答者がテレビのクイズ番組で優秀な成績を残すなど、国立大学ではトップ級のクイズ研究会である。
その他にも、名古屋大学アニメ声優研究連は、中部地方唯一で、また日本の大学でも極めて少数派の声優専門サークルとしてイベントの運営を行っている。

## 大学関係者と組織

### 学士会
旧帝国大学の出身者および学長、教授、助教授・准教授経験者で構成される団体として一般社団法人学士会があり、名古屋大学関係者も多数入会している。

### 大学関係者一覧

名古屋大学の著名な卒業生
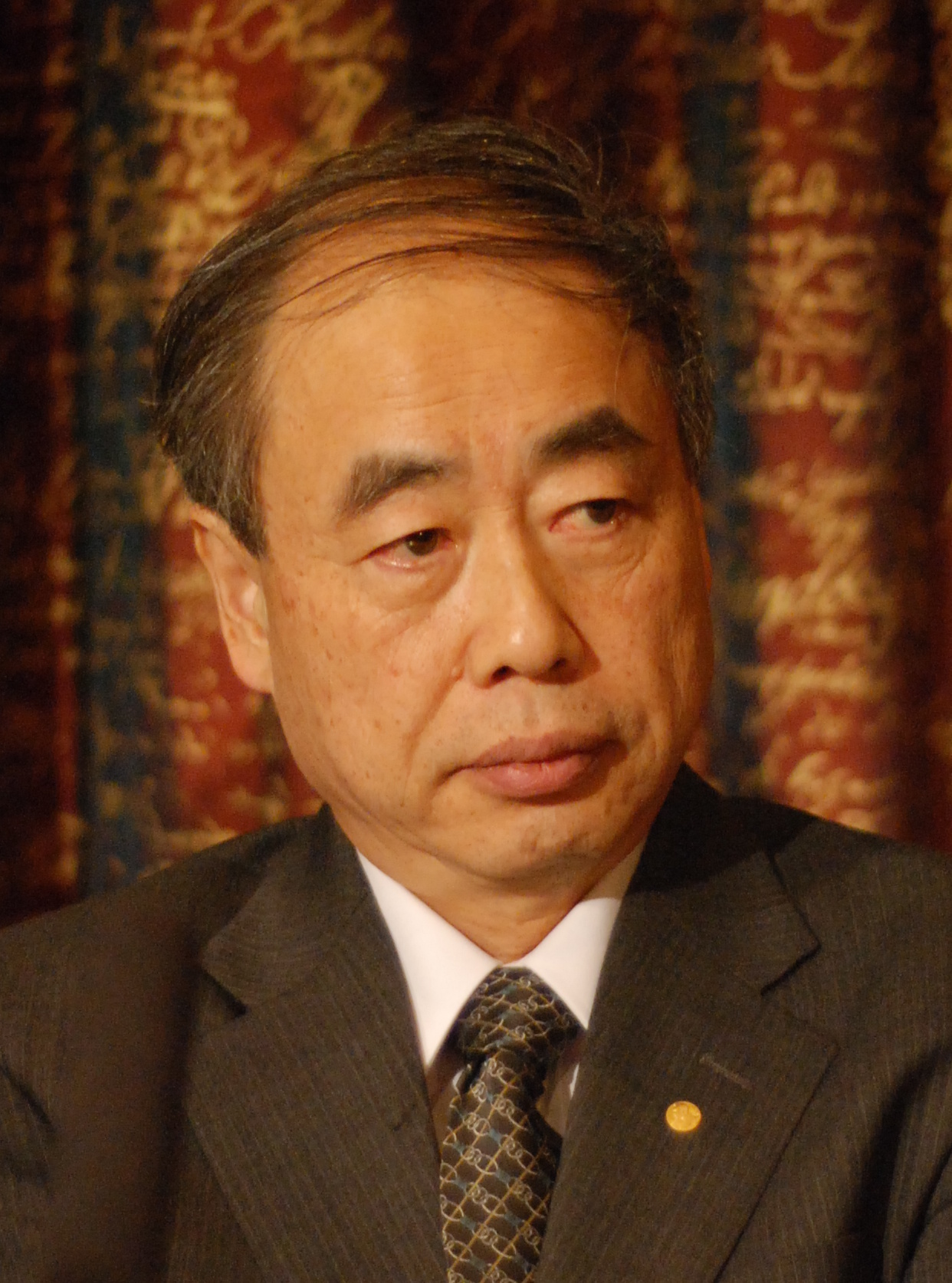
小林誠,理論物理学者
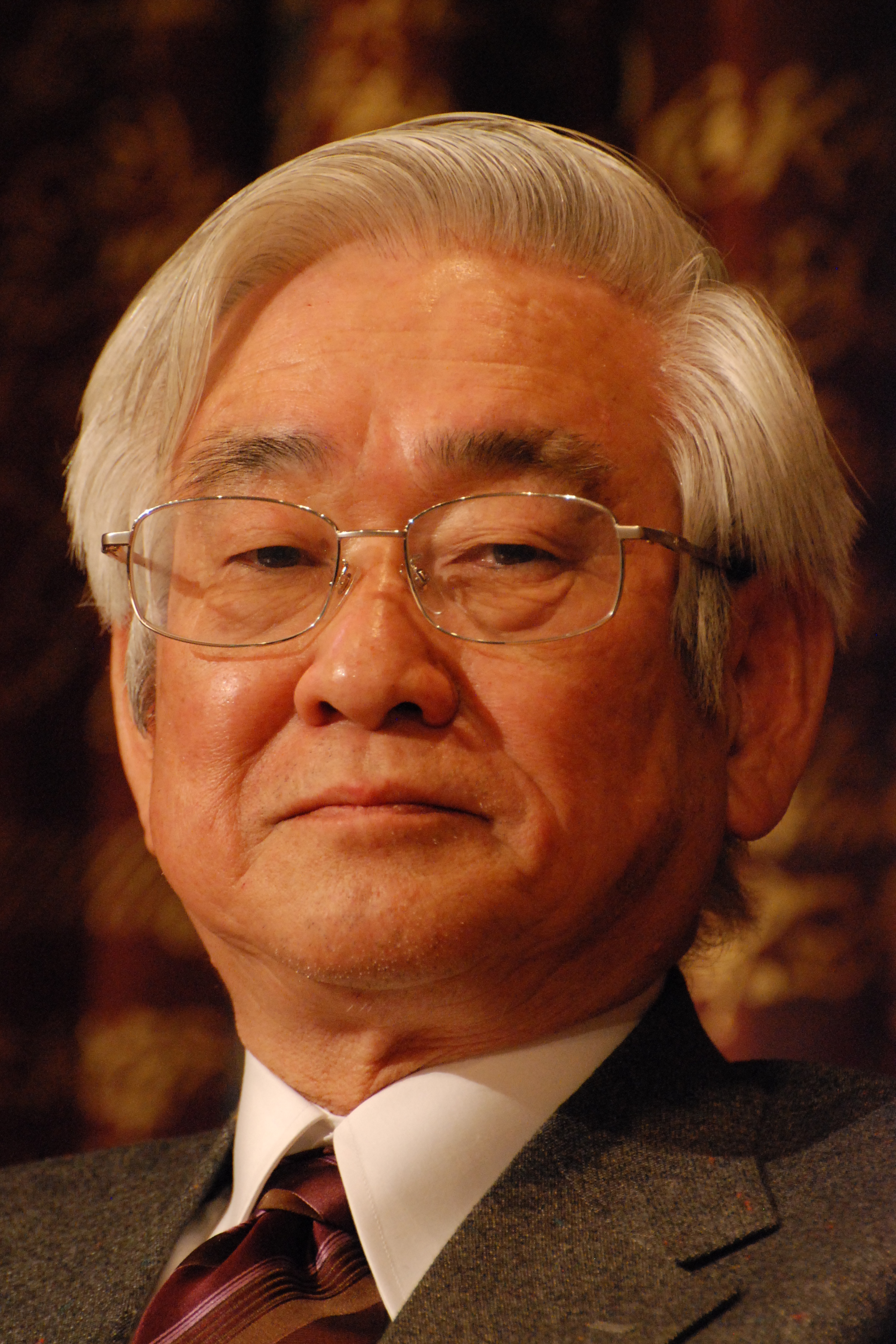
益川敏英, 理論物理学者
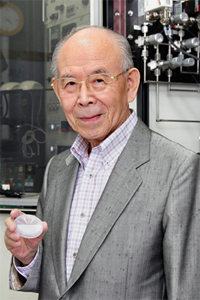
赤崎勇, 半導体工学者
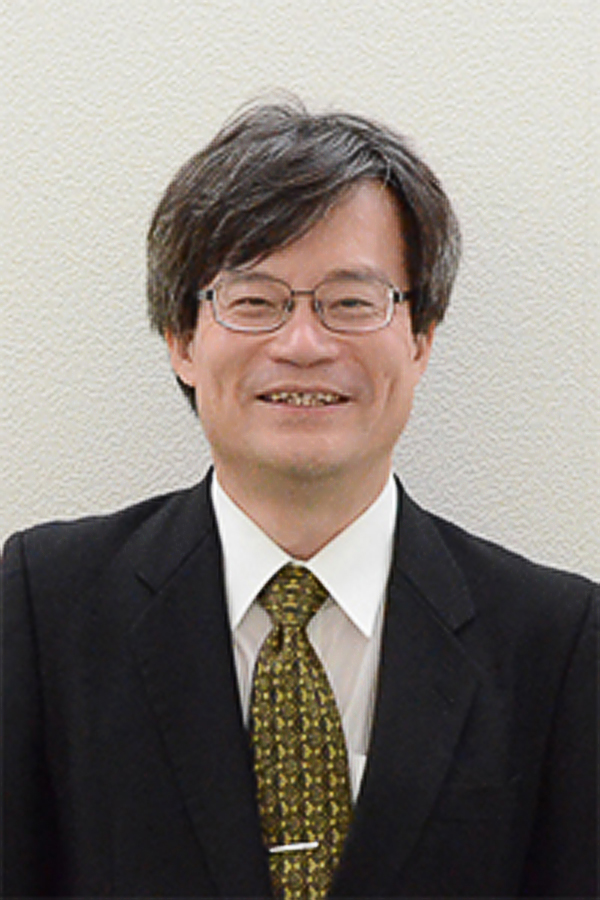
天野浩, 電子工学者
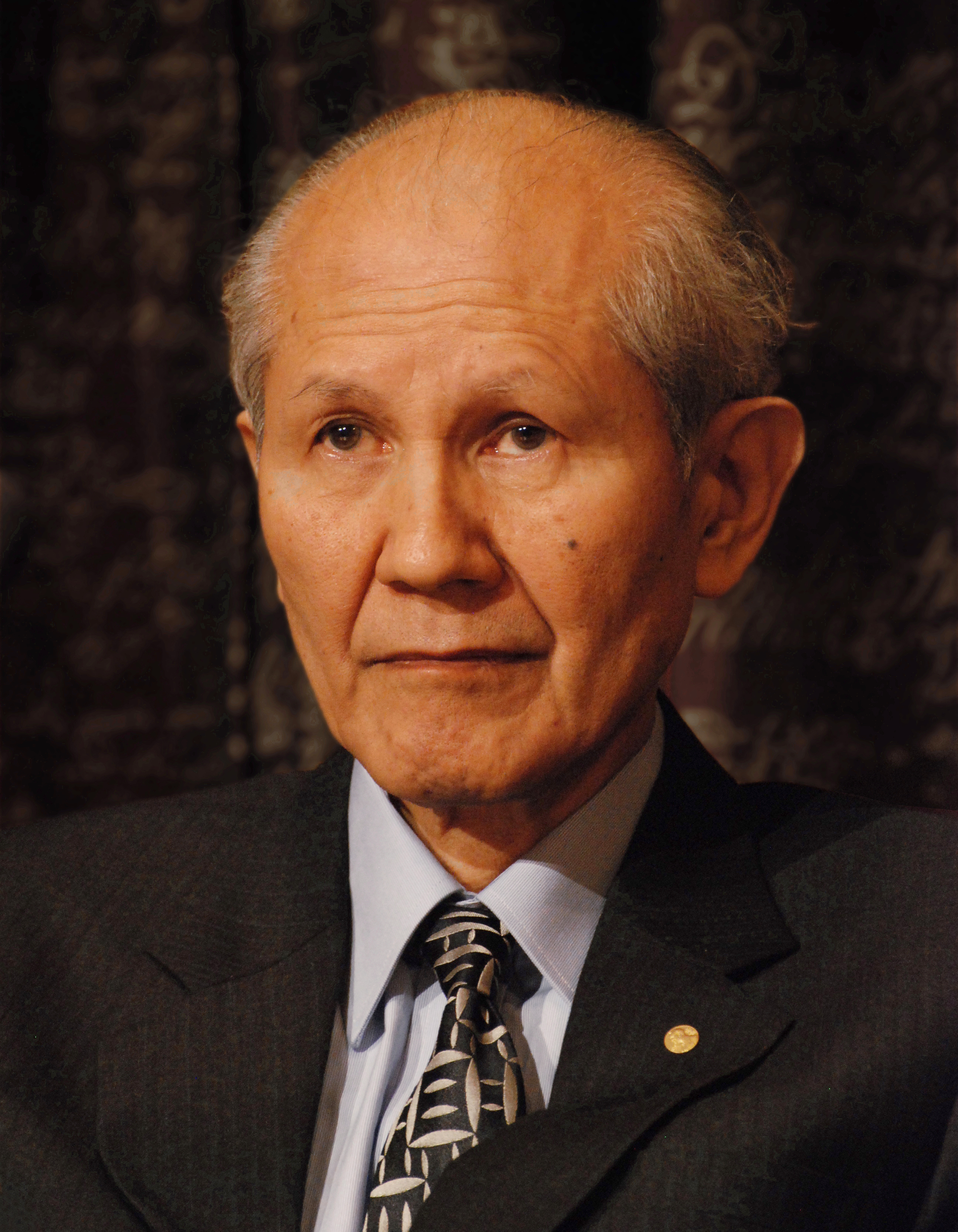
下村脩, 生物学者
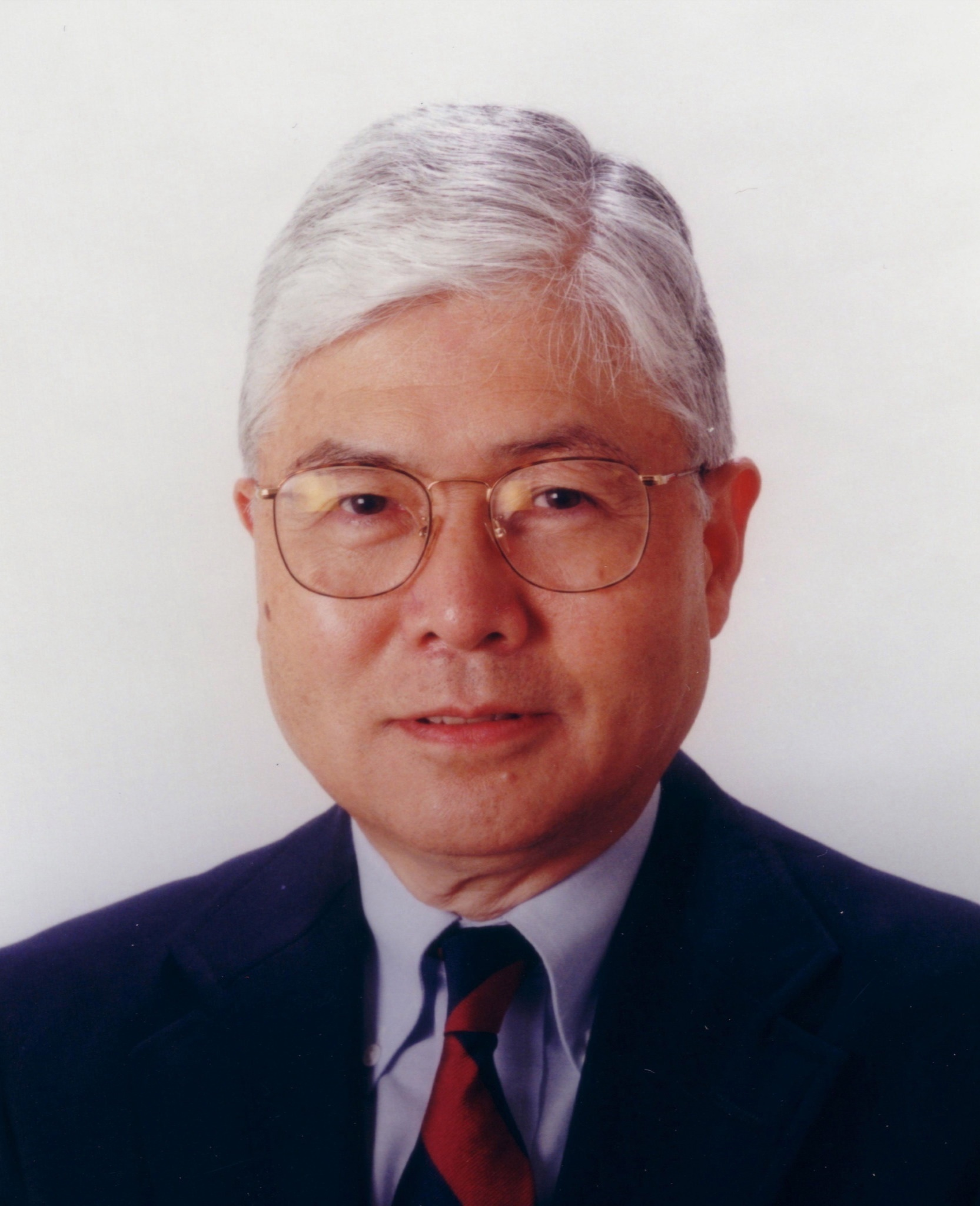
岸義人, 有機合成化学者
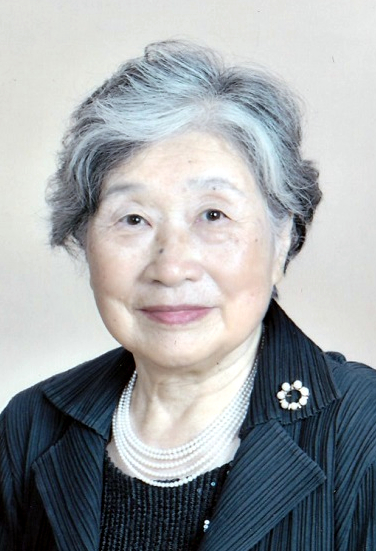
岡崎恒子, 生物学者
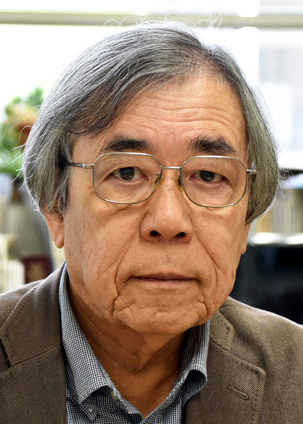
竹市雅俊, 細胞生物学者・発生生物学者

## 施設
上述のように施設が東山地区に統合されたのが1950年代であり、そのためキャンパス内に他の旧帝国大学に見られるような戦前に建てられた歴史的建造物はほとんど存在しない。下記の各キャンパスに加えて、産学官連携などを目的として、「名古屋大学オープンイノベーション拠点」を名古屋駅前のJRゲートタワー内に、東京オフィスを三菱ビルヂング（東京都千代田区丸の内）に持つ。

### キャンパス

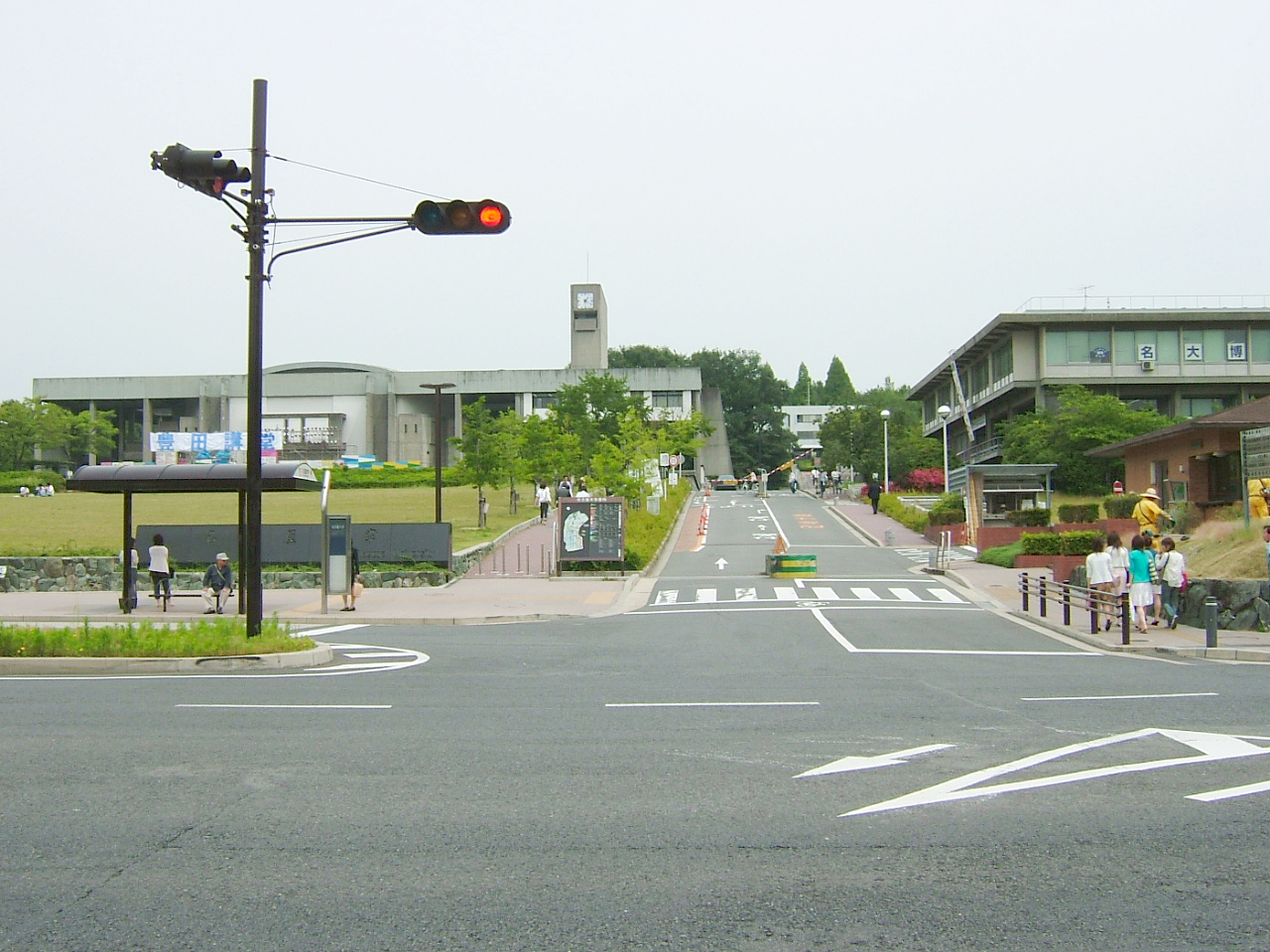
正門がない東山キャンパス正面入口付近

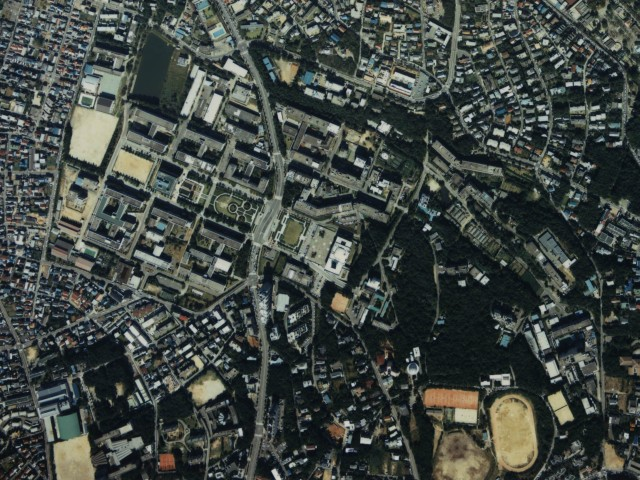
東山キャンパス（1987年）

#### 東山キャンパス
- 使用学部：文学部、教育学部、法学部、経済学部、情報学部、理学部、工学部、農学部
- 使用研究科：人文学研究科、教育発達科学研究科、法学研究科、経済学研究科、理学研究科、工学研究科、生命農学研究科、国際開発研究科、多元数理科学研究科、環境学研究科、情報学研究科
- 使用附属施設：環境医学研究所、宇宙地球環境研究所、未来材料・システム研究所、情報基盤センター
- 交通アクセス：名古屋市営地下鉄名城線 名古屋大学駅、名古屋市営バス「名古屋大学」バス停

東山キャンパスは東西に長い長方形のような形をしており、キャンパスのほぼ中央を南北に貫く公道（山手グリーンロード）によって西地区と東地区に分けられる。そのためかこのキャンパスには正門が存在しない。東地区は丘陵となっており、山手グリーンロードと最高点で約30mの高低差がある。キャンパスの中心にはグリーンベルト（緑地帯）が東西に走っており、西地区のグリーンベルトには中央図書館、東地区のグリーンベルトには豊田講堂がある。西地区の南側が文系地区となっており、西地区の北側は工学研究科を中心とした理系地区および名古屋大学教育学部附属学校となっている。東地区は理系地区および野球場、サッカー兼陸上競技場、テニスコートなどのスポーツ施設などとなっている。また、大学を東西に貫くグリーンベルトは若宮大通（100メートル道路）の延長線上にある。名古屋市の都市計画では、若宮大通の東端を名古屋大学東山キャンパスへ接続するという想定が存在していたことが影響していたのではないかという説がある。

##### 町区画
東山キャンパスは、地図上では名古屋市千種区にある複数の町区画にまたがっているが、郵便物を速く確実に届けるために郵便の宛先は「名古屋市千種区不老町」に統一され、構内各所に学内住所番号を割り振っている。（本部の所在地は、地図上では千種区仁座町。不老町は図書館や工学部1号館、2号館、3号館、7号館などがある場所）。不老町以外にも東山キャンパス内に完全に含まれるため郵便の宛先とする個所が存在しなくなった町がいくつかある。また、現在の千種区と昭和区の区界は大学のキャンパスに沿って引かれているが、この線引きのために区をまたいで分断され、両区にまたがって存在する町名もある。

##### 地下鉄
キャンパスの真下に名古屋市営地下鉄名城線が通過しており、キャンパス内に名古屋大学駅がある。地下鉄の建設工事に伴い、精密測定機器の精度を守るために一部施設が東山キャンパス外に移転するなどした。また、東山キャンパス内を東西に通る地下鉄の新線（東部線）の構想があるが、新線自体について2009年に建設の凍結が提言されている。

##### FOREST
FOREST（フォレスト）は、東山キャンパス北東部（理系地区）の理系中華食堂・理系カフェテリアを全面改築・改修して作られた、名大生協運営の福利厚生施設の総称。理系専門書店の Books Fronte、カフェの Cafe Fronte、食堂の Dining Forest から構成される。FOREST というネーミングは一般公募の結果、名大生協事務員の案が採用された。「FOREST」は「For Eat Study Talk」という意味が込められている。
理系中華食堂は2005年夏に取り壊され、新たに Fronte（フロンテ）が建てられた。この建物はこれまでの生協の剰余金（いわゆる利益）のみを利用して建設された。2006年5月に今まで理系書を取り扱ってきた北部書籍が移転する形で、Books Fronte、そして建物内で隣接する Cafe Fronte がオープンした。Books Fronte は2006年5月時点、日本の大学生協では最大の書籍を陳列している理系専門書店である。カフェにはパソコンを利用できるスペースがあり、名古屋大学無線ネットワーク実証実験 (nuwnet) を利用してインターネットへ接続することも可能となっている。
理系カフェテリアは2006年の夏季長期休暇中を中心に改修され、Dining Forestとして10月2日にオープンした。

#### 鶴舞キャンパス
- 使用学部：医学部医学科
- 使用研究科：医学系研究科
- 使用附属施設：医学部附属病院
- 交通アクセス：鶴舞駅（CFJR中央本線・名古屋市営地下鉄鶴舞線）下車徒歩約5分、名古屋市営バス「名大病院」バス停

鶴舞キャンパスは昭和区鶴舞町と千種区花田町にまたがっており、東山キャンパスの8分の1程度の広さを持つ。北部には研究棟や図書館の医学部分館などがあり、南部には附属病院（名大病院）の病棟や診療棟などがある。また、キャンパスの東側には名古屋工業大学、南側には名古屋市公会堂などがある鶴舞公園が隣接しており、北側は若宮大通に面している。なお、鶴舞キャンパスにはローソンが3店舗存在する。

#### 大幸キャンパス
- 使用学部：医学部保健学科
- 使用研究科：医学系研究科
- 使用附属施設：大幸医療センター（2011年3月閉院）
- 交通アクセス：名古屋市営地下鉄名城線 ナゴヤドーム前矢田駅・砂田橋駅、ST名鉄瀬戸線 矢田駅、■名古屋ガイドウェイバスガイドウェイバス志段味線（ゆとりーとライン）ナゴヤドーム前矢田駅・砂田橋駅、CFJR中央本線 大曽根駅、名古屋市営バス「大幸三丁目」バス停

大幸キャンパスは東区大幸南にあり、鶴舞キャンパスの半分強の広さを持つ。北部には保健学科本館・南館・別館、中心部には大幸医療センター、南部には運動場などがある。また、キャンパスの東には愛知教育大学附属名古屋小学校・愛知教育大学附属名古屋中学校、南西にはナゴヤドームがある。

#### 豊川キャンパス
- 使用学部：なし
- 使用研究科：なし
- 使用附属施設：宇宙地球環境研究所豊川分室
- 交通アクセス：TK名鉄豊川線諏訪町駅

山手キャンパス
- 使用学部：なし
- 使用研究科：なし
- 使用附属施設：なし
- 交通アクセス：名古屋市営地下鉄名城線 名古屋大学駅・八事日赤駅、名古屋市営バス「名古屋大学」バス停

留学生や海外からの研究生が住むインターナショナルレジデンス山手、日本人と留学生の寮である国際嚶鳴館(こくさいおうめいかん)がある。

### 学生食堂
東山キャンパスには大学生協の運営する北部食堂・南部食堂・フレンドリィ南部・Dining Forest・レストラン花の木・Cafe Fronte・IBカフェと、外部業者の運営するユニバーサルクラブなどがある。このうち工学部エリアに位置する北部食堂は定食を扱う「北部食堂」、ラーメン類を扱う「麺コーナー」、うどんやそば、丼ものを扱う「ゆ～どん」からなる。
さらに2010年、中央図書館2Fにスターバックスがオープンした。鶴舞キャンパスには医学部食堂が、大幸キャンパスには大幸食堂があり、いずれも名古屋大学消費生活協同組合の運営である。

### 購買・書籍
東山キャンパスには北部購買、南部購買、南部書籍、パンだが屋、プランゾ、Books Fronte、理系ショップ、ラボショップがある。鶴舞キャンパスには医学部購買、医学部書籍が、大幸キャンパスには大幸購買書籍があり、いずれも名古屋大学消費生活協同組合の運営である。

#### ファミリーマート名古屋大学店
東山キャンパスに2006年7月24日開店したファミリーマート名古屋大学店は、日本初となるコンビニエンスストアと国立大学の産学連携の試みの一環として設置された。店内では通常のコンビニエンスストアとしての機能を持つほか、研究発表用の「マルチスタディールーム」が設けられている。2012年1月5日には構内2号店となるファミリーマート名古屋大学IB館店も開店した。

### 講堂
- 名古屋大学豊田講堂

### 寮
- 国際嚶鳴館（名古屋市昭和区高峯町165-1） - 日本人学生と留学生が共用（日本人用232室、留学生用60室）。全個室。名古屋高等商業学校に起源を持つ「嚶鳴寮」に代わり、2002年に建設された。
- 留学生会館（名古屋市昭和区陶生町2‐23、留学生専用）
- インターナショナルレジデンス東山（名古屋市千種区不老町、留学生専用）
- インターナショナルレジデンス山手（名古屋市昭和区高峯町165-1、留学生専用）
- 石田記念名古屋大学インターナショナルレジデンス妙見（名古屋市昭和区妙見町40、留学生専用）

## 対外関係

### 学術協定校
アメリカ合衆国
- オバーリン大学
- ノースカロライナ州立大学
- ハーバード燕京研究所
- シンシナティ大学
- セントオラフ大学
- 南イリノイ大学カーボンデール校
- イリノイ大学アーバナ・シャンペーン校
- ニューヨーク大学
- ケンタッキー大学
- ミネソタ大学ツインシティー校
- カリフォルニア大学ロサンゼルス校
- ノースカロライナ大学チャペルヒル校
- カリフォルニア大学デービス校
- カリフォルニア大学バークレー校
- フロリダ大学
- アイオワ州立大学

 イギリス
- シェフィールド大学
- ウォーリック大学
- ブリストル大学
- ロンドン大学東洋アフリカ研究学院 (SOAS)
- リーズ大学
- エジンバラ大学
- ケンブリッジ大学セント・ジョンズ・カレッジ

 フランス
- ストラスブール大学
- 国立土木学校
- パリ・ディドロ大学
- リヨン第三大学
- グルノーブル大学
- パリ東大学
- リヨン高等師範学校
- フランス人間科学研究財団
- エクス＝マルセイユ大学

 ドイツ
- ブラウンシュヴァイク工科大学
- ミュンヘン工科大学
- ケムニッツ工科大学
- アルベルト・ルートヴィヒ大学フライブルク
- アーヘン工科大学

 中国
- 南京大学
- 吉林大学
- 華中科技大学
- 清華大学
- 復旦大学
- 西安交通大学
- 浙江大学
- 上海交通大学
- 同済大学
- 東北大学
- 北京大学
- ハルビン工業大学
- 中国科学技術大学
- 中国科学院上海有機化学研究所
- 大連理工大学

 香港
- 香港中文大学
- 香港大学

 中華民国
- 国立台湾大学
- 国立政治大学
- 国立清華大学
- 国立中正大学

 韓国
- 木浦大学校
- 慶尚国立大学校
- 梨花女子大学校
- 漢陽大学校
- 高麗大学校
- ソウル大学校
- 慶熙大学校
- 延世大学校
- 成均館大学校
- 浦項工科大学校
- 韓国科学技術院
- 韓国海洋大学校

 ロシア
- ヨッフェ物理学技術研究所
- ロシア科学アカデミーシベリアブランチ
- ルジャーノフ半導体研究所

 カナダ
- ヨーク大学
- トロント大学
- モントリオール大学
- アルバータ大学
- カルガリー大学
- オタワ大学

 オーストラリア
- シドニー大学
- モナシュ大学
- フリンダース大学
- 南オーストラリア大学
- アデレード大学
- オーストラリア国立大学
- 西オーストラリア大学

 イタリア
- イタリア国立核物理学研究所 (INFN)
- カターニア大学
- ボローニャ大学
- ローマ・ラ・サピエンツァ大学

 スペイン
- バルセロナ大学

 ベルギー
- ルーヴァン・カトリック大学

 デンマーク
- コペンハーゲン大学
- オーフス大学

 ノルウェー
- オスロ大学

 スウェーデン
- ウプサラ大学
- スウェーデン王立工科大学

 オーストリア
- インスブルック大学

 ポーランド
- ワルシャワ大学
- ポーランド科学アカデミー高圧研究所

 スイス
- ジュネーブ大学

 ベトナム
- ハノイ工科大学
- ベトナム国家大学ハノイ校
- ベトナム社会主義共和国司法省

 タイ
- カセサート大学
- チュラーロンコーン大学
- チュラポーン研究所／チュラポーン大学院大学
- ラジャマンガラ工科大学タンヤブリ校
- バンコク病院

 シンガポール
- 南洋理工大学
- シンガポール国立大学

 フィリピン
- フィリピン大学ロスバニョス校
- フィリピン大学機構

 インドネシア
- ガジャ・マダ大学
- スラバヤ国立大学
- バンドン工科大学

 カンボジア
- 王立プノンペン大学
- カンボジア王立農業大学
- 王立法経大学

 ラオス
- ラオス国立大学

 ミャンマー
- ヤンゴン大学

 インド
- プネー大学
- インド理科大学院
- タタ基礎科学研究所

 モンゴル
- モンゴル国立大学
- モンゴル科学技術大学
- モンゴル保健・スポーツ省
- モンゴル自然環境・観光省

 ウズベキスタン
- タシケント国立法科大学
- 世界経済外交大学
- タシケント工科大学
- ウズベキスタン共和国大統領直属国家行政アカデミー
- サマルカンド国立大学

 トルコ
- ビルケント大学

 エジプト
- カイロ大学

 ケニア
- ナイロビ大学

 南アフリカ共和国
- ステレンボッシュ大学

 アイスランド
- アイスランド大学

 ブラジル
- ブラジリア連邦大学
- サンパウロ大学

複数国
- チュラーロンコーン大学（ タイ）、ハノイ工科大学（ ベトナム）、ラオス国立大学（ ラオス）
- タシケント工科大学（ ウズベキスタン）、筑波大学（ 日本）

- 国際機関
- 東南アジア地域農業教育研究センター (SEARCA)
- 欧州原子核研究機構 (CERN)
- 国際連合地域開発センター (UNCRD)

### 国内他大学との協定
- 8大学工学系研究科長懇談会

### 産学連携
学術研究・産学官連携推進本部を設けて、企業や地方自治体との産学官連携や大学発ベンチャー企業の支援に取り組んでいる。

## 附属学校
- 名古屋大学教育学部附属中学校・高等学校

## 企業からの評価

### 人事担当者からの評価
- 2021年日本経済新聞社と日経HRが実施した、「企業の人事担当者からみたイメージ調査」[27]（全上場企業と一部有力未上場企業4,850社の人事担当者を対象に、2019年4月から2021年3月までの間に採用した学生から見た大学のイメージなどを聞いた調査）において、名古屋大学は、「全国総合」で788大学[28]中、第5位[27]にランキングされた。

### 出世力
- ダイヤモンド社の2006年年9月23日発行のビジネス誌『週刊ダイヤモンド』94巻36号（通巻4147号）「出世できる大学」と題された特集の出世力ランキング（日本の全上場企業3,800社余の代表取締役を全調査[29][30][31]）で、名古屋大学は、2006年時点で存在する744大学[32]中、第15位[33][34]にランキングされた。

- 『週刊エコノミスト』（2010年8月31日号）に掲載された、「卒業生数の割に役員・管理職の人数が多い度合い」で、名古屋大学は、2010年時点で存在する全国の778大学[35]中、第12位にランキングされた[36]。